# Fiat BRG
Fiat BRG je bil trimotorni propelerski težki bombnik, ki ga je razvil italijanski Fiat v 1930ih za Italijanske letalske sile. BRG je akronim za Bombardiere Rosatelli Gigante – gigantski Rosatellijev bombnik. BRG je imel visokonamščeno krilo, ki so ga podpirale palice, podobno kot pri Cessni 172. Za samoobrambo je imel štiri 7,7 mm strojnice, bombni tovor je bil 2000 kilogramov. Zgradili so samo prototip.

## Specifikacije
- Dolžina: 17,60 m (57 ft 9 in)
- Razpon kril: 30 m (98 ft 5 in)
- Višina: 5,80 m (19 ft 0¼ in)
- Površina kril: 139,15 m2 (1497,85 ft2)
- Prazna teža: 6600 kg (14455 lb)
- Gros teža: 12000 kg (26455 lb)
- Motor: 1 × Fiat A.24 R 12-valjni V-motor 537 kW (720 KM); 2 × Fiat A.24 12-valjni V-motor, 522 kW (700 KM) vsak

- Največja hitrost: 240 km/h (149 mph)
- Čas leta: 12 ur
- Višina leta (servisna): 4800 m (15750 ft)
- Orožje: 4 × 7,7 mm (0.303 in) strojnice
- Bombni tovor: 2000 kg (4409 lb)

## Bibliobgrafija
- The Illustrated Encyclopedia of Aircraft (Part Work 1982-1985), 1985, Orbis Publishing, Page 1780
- Slika od Fiat BRG

Predloga:Fiat aircraft